# クリスタル・サイレンス
『クリスタル・サイレンス』（Crystal Silence）は、チック・コリアとゲイリー・バートンのデュオにより1972年11月6日に録音され、1973年にECMレコードから発表されたスタジオ・アルバム。

## 背景
コリアとバートンは、1972年にミュンヘンで開催されたジャズ・フェスティバルのフィナーレで、デュオによるジャム・セッションを披露し、それを観ていたECMレコードのプロデューサー、マンフレート・アイヒャーが両名に本作の制作を持ちかけた。ただし、バートンは当初「リズム・セクションもなしで、ヴァイブとピアノだけの演奏を1時間も聴きたがる人なんているのだろうか?」と猜疑心を抱いていたという。録音はオスロで行われ、アイヒャーはスタジオを3日間予約していたが、最終的には3時間にも満たないうちに録音が完了した。タイトル曲と「ホワット・ゲーム・シャル・ウィ・プレイ・トゥデイ」は、元々はコリアが1972年2月に録音したリーダー・アルバム『リターン・トゥ・フォーエヴァー』の収録曲である。
その後も両名はデュオ編成でのアルバムを度々リリースしており、ECMからの『デュエット』（1979年）および『イン・コンサート』（1980年）に加えて、他のレーベルからも『ネイティヴ・センス』（1993年、ストレッチ）、『ニュー・クリスタル・サイレンス』（2008年、コンコード）を発表している。

## 評価・影響
Daniel Gioffreはオールミュージックにおいて5点満点中4点を付け「即興演奏による音楽が、ここまで理路整然とまとまってメロディックに響くことは滅多にない。コリアやバートンのファンだけでなく、ジャズ・ファン全般にとっても必聴である」と評している。ススム・ヨコタは、アルバム『sakura』（1999年）収録曲「Naminote」において、本作からの「セニョール・マウス」のサンプリングを使用した。

## 収録曲
特記なき楽曲はチック・コリア作曲。
1. セニョール・マウス - "Señor Mouse" - 6:22
2. アライズ、ハー・アイズ - "Arise, Her Eyes" (Steve Swallow) - 5:08
3. アイム・ユア・パル - "I'm Your Pal" (S. Swallow) - 4:03
4. デザート・エア - "Desert Air" - 6:26
5. クリスタル・サイレンス - "Crystal Silence" - 9:05
6. フォーリング・グレイス - "Falling Grace" (S. Swallow) - 2:43
7. フィーリングス・アンド・シングス - "Feelings and Things" (Michael Gibbs) - 4:46
8. チルドレンズ・ソング - "Children's Song" - 2:12
9. ホワット・ゲーム・シャル・ウィ・プレイ・トゥデイ - "What Game Shall We Play Today" - 3:42

## 参加ミュージシャン
- チック・コリア - ピアノ
- ゲイリー・バートン - ヴィブラフォン